# Кильдюшов, Юрий Иванович
Юрий Иванович Кильдюшов — советский хозяйственный и государственный деятель, лауреат Государственной премии СССР за выдающиеся достижения в труде.

## Биография
Родился в 1938 году. Член КПСС.
В 1960—2006 - слесарь-монтажник в Башкирской АССР и Ханты-Мансийском национальном округе, бригадир слесарей-монтажников комсомольско-молодёжного монтажного управления № 1 объединения «Сибкомплектмонтаж»/ открытого акционерного общества «Сибкомплектмонтажналадка».
За совершенствование коллективных форм его организации, способствующих достижению высоких конечных результатов был в составе коллектива удостоен Государственной премии СССР за выдающиеся достижения в труде 1979 года.
Живёт в Тюмени.

## Награды
- Орден Трудового Красного Знамени
- Орден Дружбы народов (1973)
- Орден Знак Почёта (1971)